# Učaly
Učaly (baškirsky i rusky Учалы́) jsou město v Baškortostánu v Ruské federaci. Při sčítání lidu v roce 2010 mělo 37 788 obyvatel.

## Poloha
Učaly leží ve východních výběžcích Jižního Uralu. Od Ufy, hlavního města republiky, jsou vzdáleny přibližně 450 kilometrů na jihovýchod.

## Dějiny
Dějiny moderního osídlení zde začínají v roce 1939, kdy zde byla odkryta ložiska zinku a mědi. Město Učaly vzniklo v roce 1963 sloučením hornických sídel Malyje Učaly (Малые Учалы) a Novyje Učaly (Новые Учалы).